# Jelena Lichovcevová
Jelena Alexandrovna Lichovcevová (rusky: Елена Александровна Лиховцева) (* 8. září 1975, Alma-Ata, je ruská profesionální tenistka.

## Finálové účasti na turnajích Grand Slamu

### Čtyřhra - prohry (4)
| Rok  | Turnaj          | Partnerka            | Vítězky                                     | Výsledek      |
| 2000 | US Open         | Cara Blacková        | Julie Halardová-Decugisová Ai Sugijamaová   | 6–0, 1–6, 6–1 |
| 2004 | Australian Open | Světlana Kuzněcovová | Virginia Ruanová Pascualová Paola Suárezová | 6–4, 6–3      |
| 2004 | French Open     | Světlana Kuzněcovová | Virginia Ruanová Pascualová Paola Suárezová | 6–0, 6–3      |
| 2004 | US Open         | Světlana Kuzněcovová | Virginia Ruanová Pascualová Paola Suárezová | 6–4, 7–5      |

### Smíšená čtyřhra - výhry (2)
| Rok  | Turnaj          | Partner         | Finalisté                        | Výsledek |
| 2002 | Wimbledon       | Mahesh Bhupathi | Daniela Hantuchová Kevin Ullyett | 6–2, 7–5 |
| 2007 | Australian Open | Daniel Nestor   | Viktoria Azarenková Max Mirnyj   | 6–4, 6–4 |

### Smíšená čtyřhra - prohry (3)
| Rok  | Turnaj          | Partner         | Vítězové                             | Výsledek |
| 2003 | French Open     | Mahesh Bhupathi | Lisa Raymondová Mike Bryan           | 6–3, 6–4 |
| 2006 | Australian Open | Daniel Nestor   | Martina Hingisová Mahesh Bhupathi    | 6–3, 6–3 |
| 2006 | French Open     | Daniel Nestor   | Katarina Srebotniková Nenad Zimonjić | 6–3, 6–4 |

## Finálové účasti na turnajích WTA (64)

### Dvouhra – vítězství (3)
| Č. | Datum           | Turnaj                | Povrch  | Soupeřka ve finále  | Výsledek       |
| -- | --------------- | --------------------- | ------- | ------------------- | -------------- |
| 1. | 17. říjen, 1993 | Montpellier, Francie  | koberec | Dominique Monamiová | 6-3, 6-4       |
| 2. | 5. leden, 1997  | Gold Coast, Austrálie | tvrdý   | Ai Sugijamaová      | 3-6, 7-67, 6-3 |
| 3. | 28. srpen, 2004 | Forest Hills, USA     | tvrdý   | Iveta Benešová      | 6-2, 6-2       |

### Dvouhra – prohra ve finále (5)
| Č. | Datum            | Turnaj             | Povrch      | Soupeřka ve finále            | Výsledek       |
| -- | ---------------- | ------------------ | ----------- | ----------------------------- | -------------- |
| 1. | 19. únor 1995    | Oklahoma City, USA | tvrdý       | Brenda Schultzová-McCarthyová | 1-6, 2-6       |
| 2. | 23. květen 1999  | Štrasburk, Francie | antuka      | Jennifer Capriatiová          | 1-6, 3-6       |
| 3. | 5. listopad 2000 | Lipsko, Německo    | koberec (h) | Kim Clijstersová              | 6-76, 6-4, 4-6 |
| 4. | 16. únor 2003    | Dauhá, Katar       | tvrdý       | Anastasija Myskinová          | 3-6, 1-6       |
| 5. | 8. srpen 2004    | Montreal, Kanada   | tvrdý       | Amélie Mauresmová             | 1-6, 0-6       |

### Čtyřhra – vítězství (27)
| Č.  | Datum             | Turnaj                  | Povrch  | Partnerka            | Soupeřky ve finále                        | Výsledek             |
| 1.  | 9. leden 1998     | Gold Coast, Austrálie   | tvrdý   | Ai Sugijamaová       | Shi-Ting Wangová Sung-Hee Parková         | 1-6, 6-3, 6-4        |
| 2.  | 30. říjen 1998    | Lucemburk, Lucembursko  | koberec | Ai Sugijamaová       | Jelena Tatarková Larisa Neilandová        | 6-73, 6-3, 2-0 skreč |
| 3.  | 6. listopad 1998  | Lipsko, Německo         | koberec | Ai Sugijamová        | Irina Spîrleaová Manon Bollegrafová       | 6-3, 6-72, 6-1       |
| 4.  | 13. listopad 1998 | Philadelphia, USA       | koberec | Ai Sugijamaová       | Nataša Zverevová Monika Selešová          | 7-5, 4-6, 6-2        |
| 5.  | 15. leden 1999    | Sydney, Austrálie       | tvrdý   | Ai Sugijamaová       | Anke Huberová Mary Joe Fernándezová       | 6-3, 2-6, 6-0        |
| 6.  | 5. duben 1999     | Hilton Head, USA        | antuka  | Jana Novotná         | Patty Schnyderová Barbara Schettová       | 6-1, 6-4             |
| 7.  | 22. květen 1999   | Štrasburk, Francie      | antuka  | Ai Sugijamaová       | Nathalie Tauziatová Alexandra Fusaiová    | 2-6, 7-66, 6-1       |
| 8.  | 13. leden 2001    | Hobart, Austrálie       | tvrdý   | Cara Blacková        | Virginia Pascualová Ruxandra Dragomirová  | 6-4, 6-1             |
| 9.  | 5. květen 2001    | Hamburk, Německo        | antuka  | Cara Blacková        | Barbara Rittnerová Květa Peschkeová       | 6-2, 4-6, 6-2        |
| 10. | 19. květen 2001   | Řím, Itálie             | antuka  | Cara Blacková        | Patricia Tarabiniová Paola Suárezová      | 6-1, 6-1             |
| 11. | 16. červen 2001   | Birmingham, V. Británie | tráva   | Cara Blacková        | Nathalie Tauziatová Kimberly Poová        | 6-1, 6-2             |
| 12. | 4. srpen 2001     | San Diego, USA          | tvrdý   | Cara Blacková        | Anna Kurnikovová Martina Hingisová        | 6-4, 1-6, 6-4        |
| 13. | 25. srpen 2001    | New Haven, USA          | tvrdý   | Cara Blacková        | Naďa Petrovová Jelena Dokićová            | 6-0, 3-6, 6-2        |
| 14. | 29. září 2001     | Lipsko, Německo         | koberec | Nathalie Tauziatová  | Barbara Rittnerová Květa Peschkeová       | 6-4, 6-2             |
| 15. | 6. duben 2002     | Sarasota, USA           | antuka  | Jelena Dokićová      | Conchita Martínezová Els Callensová       | 6-75, 6-3, 6-3       |
| 16. | 10. leden 2003    | Hobart, Austrálie       | tvrdý   | Cara Blacková        | Patricia Wartuschová Barbara Schettová    | 7-5 7-61             |
| 17. | 8. únor 2003      | Hajdarábád, Indie       | tvrdý   | Iroda Tuliaganovová  | Tatiana Pučeková Jevgenia Kulikovská      | 6-4, 6-4             |
| 18. | 9. leden 2004     | Gold Coast, Austrálie   | tvrdý   | Světlana Kuzněcovová | Magdalena Malejevová Liezel Huberová      | 6-3, 6-4             |
| 19. | 6. březen 2004    | Dauhá, Katar            | tvrdý   | Světlana Kuzněcovová | Conchita Martínezová Janette Husárová     | 7-64 6-2             |
| 20. | 31. říjen 2004    | Linz, Rakousko          | tvrdý   | Janette Husárová     | Patty Schnyderová Nathalie Dechyová       | 6-2, 7-5             |
| 21. | 7. leden 2005     | Gold Coast, Austrálie   | tvrdý   | Magdalena Malejevová | Silvia Farinová Maria Elena Camerinová    | 6-3, 5-7, 6-1        |
| 22. | 5. únor 2005      | Tokio, Japonsko         | koberec | Janette Husárová     | Corina Morariuová Lindsay Davenportová    | 6-4, 6-3             |
| 23. | 8. květen 2005    | Berlín, Německo         | antuka  | Věra Zvonarevová     | Liezel Huberová Cara Blacková             | 4-6, 6-4, 6-3        |
| 24. | 25. září 2005     | Kalkata, Indie          | koberec | Anastasija Myskinová | Shikha Uberoiová Neha Uberoiová           | 6-1, 6-0             |
| 25. | 6. leden 2006     | Auckland, Nový Zéland   | tvrdý   | Věra Zvonarevová     | Barbora Zahlavová Emilie Loitová          | 6-3, 6-4             |
| 26. | 7. květen 2006    | Varšava, Polsko         | antuka  | Anastasija Myskinová | Katarina Srebotniková Anabel Garriguesová | 6-3 6-4              |
| 27. | 12. leden 2007    | Hobart, Austrálie       | tvrdý   | Jelena Vesninová     | Virginia Pascualová Anabel Garriguesová   | 2-6, 6-1, 6-2        |

### Čtyřhra – prohra ve finále (29)
| Č.  | Datum             | Turnaj                     | Povrch  | Partnerka             | Soupeřky ve finále                       | Výsledek        |
| 1.  | 24. květen 1997   | Štrasburk, Francie         | antuka  | Ai Sugijamaová        | Nataša Zverevová Helena Suková           | 6-1, 6-1        |
| 2.  | 20. únor 1998     | Hannover, Německo          | koberec | Catarina Lindqvistová | Rennae Stubbsová Lisa Raymondová         | 6-1, 6-74, 6-3  |
| 3.  | 26. únor 1999     | Paříž, Francie             | koberec | Ai Sugijamaová        | Caroline Visová Irina Spîrleaová         | 7-5, 3-6, 6-3   |
| 4.  | 31. červenec 1999 | Stanford, USA              | tvrdý   | Anna Kurnikovová      | Corina Morariuová Lindsay Davenportová   | 6-4, 6-4        |
| 5.  | 28. srpen 1999    | New Haven, USA             | tvrdý   | Jana Novotná          | Rennae Stubbsová Lisa Raymondová         | 7-61, 6-2       |
| 6.  | 6. listopad 1999  | Lipsko, Německo            | koberec | Ai Sugijamaová        | Larisa Neilandová Mary Pierceová         | 6-4, 6-3        |
| 7.  | 9. září 2000      | US Open, USA               | tvrdý   | Cara Blacková         | Ai Sugijamaová Julie Halardová           | 6-0, 1-6, 6-1   |
| 8.  | 13. květen 2001   | Berlín, Německo            | antuka  | Cara Blacková         | Meghann Shaughnessyová Els Callensová    | 6-4, 6-3        |
| 9.  | 23. červen 2001   | Eastbourne, V. Británie    | tráva   | Cara Blacková         | Rennae Stubbsová Lisa Raymondová         | 6-2, 6-2        |
| 10. | 4. listopad 2001  | WTA Tour Championships     | tvrdý   | Cara Blacková         | Rennae Stubbsová Lisa Raymondová         | 7-5, 3-6, 6-3   |
| 11. | 2. březen 2002    | Scottsdale, USA            | tvrdý   | Cara Blacková         | Rennae Stubbsová Lisa Raymondová         | 6-3, 5-7, 7-64  |
| 12. | 22. červen 2002   | Eastbourne, V. Británie    | tráva   | Cara Blacková         | Rennae Stubbsová Lisa Raymondová         | 6-75, 7-66, 6-2 |
| 13. | 11. listopad 2002 | WTA Tour Championships     | koberec | Cara Blacková         | Janette Husárová Jelena Dementěvová      | 4-6, 6-4, 6-3   |
| 14. | 3. leden 2003     | Auckland, Nový Zéland      | tvrdý   | Cara Blacková         | Abigail Spearsová Teryn Ashleyová        | 6-2, 2-6, 6-0   |
| 15. | 22. únor 2003     | Dubaj, SAE                 | tvrdý   | Cara Blacková         | Martina Navrátilová Světlana Kuzněcovová | 6-3, 7-67       |
| 16. | 28. září 2003     | Lipsko, Německo            | koberec | Naďa Petrovová        | Martina Navrátilová Světlana Kuzněcovová | 3-6, 6-1, 6-3   |
| 17. | 29. leden 2004    | Australian Open, Austrálie | tvrdý   | Světlana Kuzněcovová  | Paola Suárezová Virginia R. Pascualová   | 6-4, 6-3        |
| 18. | 8. únor 2004      | Tokio, Japonsko            | koberec | Magdalena Malejevová  | Rennae Stubbsová Cara Blacková           | 6-0, 6-1        |
| 19. | 28. únor 2004     | Dubaj, SAE                 | tvrdý   | Světlana Kuzněcovová  | Conchita Martínezová Janette Husárová    | 6-0, 1-6, 6-3   |
| 20. | 20. březen 2004   | Indian Wells, USA          | tvrdý   | Světlana Kuzněcovová  | Paola Suárezová Virginia R. Pascualová   | 6-1, 6-2        |
| 21. | 4. duben 2004     | Miami, USA                 | tvrdý   | Světlana Kuzněcovová  | Meghann Shaughnessyová Naďa Petrovová    | 6-2, 6-3        |
| 22. | 6. červen 2004    | French Open, Francie       | antuka  | Světlana Kuzněcovová  | Paola Suárezová Virginia R. Pascualová   | 6-0, 6-3        |
| 23. | 19. červen 2004   | Eastbourne, V. Británie    | tráva   | Světlana Kuzněcovová  | Magüi Sernaová Alicia Moliková           | 6-4, 6-4        |
| 24. | 12. září 2004     | US Open, USA               | tvrdý   | Světlana Kuzněcovová  | Paola Suárezová Virginia R. Pascualová   | 6-4, 7-5        |
| 25. | 18. červen 2005   | Eastbourne, V. Británie    | tráva   | Věra Zvonarevová      | Rennae Stubbsová Lisa Raymondová         | 6-3, 7-5        |
| 26. | 31. červenec 2005 | Stanford, USA              | tvrdý   | Věra Zvonarevová      | Rennae Stubbsová Cara Blacková           | 6-3, 7-5        |
| 27. | 18. únor 2007     | Antverpy, Belgie           | koberec | Jelena Vesninová      | Liezel Huberová Cara Blacková            | 7-5, 4-6, 6-1   |
| 28. | 6. květen 2007    | Varšava, Polsko            | antuka  | Jelena Vesninová      | Tatiana Perebijnisová Věra Duševinová    | 7-5, 3-6, 10-2  |
| 29. | 22. září 2007     | Portorož, Slovinsko        | tvrdý   | Andreja Klepačová     | Lucie Hradecká Renata Voráčová           | 5-7, 6-4, 10-7  |

## Pohár Federace
Jelena Lichovcevová se zúčastnila 29 zápasů Poháru federace za tým Ruska s bilancí 12-11 ve dvouhře a 14-5 ve čtyřhře.